# Mário Teixeira da Costa
Mário Teixeira da Costa, meglio noto come Marinho (Singen, 24 novembre 1970), è un ex calciatore portoghese, di ruolo difensore.

## Carriera

### Club
Durante la sua carriera ha giocato con varie squadre di club, tra cui principalmente lo Sporting Lisbona e il Benfica, con cui ha vinto una coppa di Portogallo per parte.

### Nazionale
Conta 5 presenze con la nazionale giovanile portoghese, con cui vinse il Torneo di Tolone nel 1992.

## Palmarès

### Club

#### Competizioni nazionali
- Coppa del Portogallo: 1

Sporting Lisbona: 1994-1995
Benfica: 1995-1996

### Nazionale
- Torneo di Tolone: 1

1992